# Liste des partis politiques en Norvège
Cette page liste les partis politiques norvégiens. La Norvège est régie par un système multipartite constitué d’une multitude de groupements plus ou moins puissants, ce qui implique qu’aucun parti ne peut accéder seul au pouvoir. Pour ce faire, la participation à une coalition est indispensable.

## Partis actuellement représentés au Parlement[1]
- Parti travailliste (Arbeiderparti, Ap) : parti de centre gauche social-démocrate, fondé en 1887, 48 députés (gouvernement).
- Parti conservateur (Høyre : « La Droite », H) : parti de centre droit à droite conservateur libéral, fondé en 1884, 36 députés (opposition).
- Parti du centre (Senterpartiet, Sp) : parti centriste agrarien, fondé en 1920, 28 députés (gouvernement).
- Parti du progrès (Fremskrittspartiet, FrP) : parti de droite à droite radicale, libertarien, national-conservateur et populiste, fondé en 1973, 21 députés (opposition).
- Parti socialiste de gauche (Sosialistisk Venstreparti, SV) : parti de gauche à gauche radicale socialiste démocratique et écosocialiste, fondé en 1975, 13 députés (opposition).
- Rouge (Rødt, R) : parti de gauche à extrême gauche communiste, fondé en 2007, 8 députés (opposition).
- Venstre (« Gauche », V) : parti de centre droit libéral et social-libéral, fondé en 1884, 8 députés (opposition).
- Parti de l'environnement - Les Verts (Miljøpartiet De Grønne, MDG) : parti de centre gauche écologiste, fondé en 1988, 3 députés (opposition).
- Parti populaire chrétien (Kristelig Folkeparti, KrF) : parti centriste démocrate-chrétien, fondé en 1933, 3 députés (opposition).
- Focus patient (Pasientfokus, PF) : parti régionaliste du Finnmark, fondé en 2021, 1 députée (opposition).

## Partis sans représentation parlementaire
- Parti du littoral (Kystpartiet) : écologiste, fondé en 1999.
- Démocrates de Norvège (Demokratene : parti chrétien nationaliste fondé en 2002.
- Parti communiste norvégien (Norges Kommunistiske Parti) : communisme, fondé en 1923.
- Det Liberale Folkeparti (Parti populaire libéral) : libéraux
- Parti des retraités
- Parti populaire same
- Parti pirate

## Partis disparus
- Parti travailliste social-démocrate de Norvège (Norges Socialdemokratiske Arbeiderparti) : social-démocrate, années 1920.
- Alliance populaire (Raud Valallianse ou Rød Valgallianse) : extrême-gauche et communisme, a existé de 1973 à 2007.
- Fedrelandspartiet (Parti de la patrie) : extrême-droite, 1990-2008.
- Alliance électorale socialiste
- Fedrelandslaget
- Nasjonal Samling
- Norsk Landmandsforbund
- Parti du peuple socialiste
- Parti libéral de gauche
- Pilsens Samlingsparti
- Socialistes démocrates
- Arbeidernes Kommunistparti (Parti communiste des travailleurs) : extrême-gauche et communisme, jusqu'en 2007.